# نیروگاه شمالی
نیروگاه شمالی (به انگلیسی: The Northern Powerhouse) طرحی است جهت تقویت رشد اقتصادی در انگلستان شمالی به ویژه در شهرهای منچستر، لیورپول، لیدز، شفیلد و نیوکاسل که توسط دولت اول و دوم دیوید کامرون مطرح شده است. این طرح مبتنی بر تراکم زدایی اقتصادی بریتانیا از لندن و جنوب شرق کشور است و متمرکز بر توسعه در زمینه‌های ذیل می‌باشد:
- بهبود خطوط حمل و نقل
- سرمایه‌گذاری در زمینه‌های علم و نوآوری
- واگذاری اختیارات به شرکت‌های محلی

در اکتبر ۲۰۱۵، طی سفر شی جین پینگ (رئیس جمهور جمهوری خلق چین) به بریتانیا، دیوید کامرون (نخست وزیر بریتانیا) اعلام کرد: «پروژه نیروگاه شمالی» تحت حمایت چین قرار دارد.